# Callihormius bifasciatus
Callihormius bifasciatus är en stekelart som först beskrevs av William Harris Ashmead 1892.  Callihormius bifasciatus ingår i släktet Callihormius och familjen bracksteklar. Inga underarter finns listade.